# Bolesław Chromry
Bolesław Chromry (właściwie Damian Siemień, ur. 1987 w Krakowie) – polski rysownik, autor powieści graficznych, malarz, grafik, copywriter, twórca okładek i plakatów. Absolwent Wydziału Grafiki na Akademii Sztuk Pięknych w Krakowie. Bolesław Chromry jest pseudonimem artystycznym. Wydał cztery powieści graficzne wydane nakładem krakowskiego wydawnictwa Korporacja ha!art. Ilustrował magazyny m.in. Gazetę Wyborczą, dodatek do niej - Wysokie Obcasy, Pismo, Szum i Contemporary Lynx. W 2018 roku wydał Elementarz Polski dla Polaka i Polki z Polski. We wrześniu otworzył podwójną wystawę W 2019 przeprowadzę się do Warszawy w warszawskiej galerii lokal_30 i krakowskiej galerii Henryk. Od 2024 roku współpracuje z programem Kwiatki polskie w TVP Info.

## Powieści graficzne i inne wydawnictwa
- Renata (Korporacja ha!art, 2015; rysunek, scenariusz) ISBN 978-83-64057-64-9
- Pokrzywy (Korporacja ha!art, 2016; rysunek, scenariusz) ISBN 978-83-64057-88-5
- Notes dla ludzi uczulonych na gluten i laktozę (Korporacja ha!art, 2017; rysunek, scenariusz) ISBN 978-83-65739-18-6
- Zeszyt do nauki pisania (Galeria Szara, 2018; rysunek, scenariusz)
- Ludzie i rzeczy, które warto znać (Fundacja Bęc Zmiana, 2018; rysunek, scenariusz)
- Dlaczego nie warto jeść zwierząt? (Vegan Ramen Shop, 2018; rysunek, scenariusz)
- Elementarz Polski dla Polaka i Polki z Polski (Korporacja ha!art, 2018; rysunek, scenariusz) ISBN 978-83-65739-42-1
- Pozwólcie pieskom przyjść do mnie (Wydawnictwo WAB, 2019; tekst, ilustracje) ISBN 978-83-280-6998-5[3]
- Prześpij się z tym... (Korporacja ha!art, 2021; rysunek, scenariusz) ISBN 978-83-66571-47-1